# 横田二郎
横田 二郎（よこた・じろう 1923年〈大正12年〉1月10日 - 2004年〈平成16年〉6月26日）は、日本の実業家、鉄道マンである。

## 経歴
- 1923年（大正12年）1月10日、茨城県出身[要出典]。
- 1945年（昭和20年）、東京帝国大学第一工学部卒業[要出典]。同年、東京急行電鉄株式会社に入社[要出典]。
- 主に工務畑を中心に歩み、工務担当役員（取締役、副社長）を務める[要出典]。
- 1987年（昭和62年）、東急グループ総帥：五島昇の指名を受け、12月25日付で東京急行電鉄株式会社代表取締役社長に就任[要出典]。
- 1995年（平成7年）、既にグループ内規の社長定年の70歳を過ぎていたため、電鉄株の買い占め問題の決着がついたことから、4月25日付で東急本社社長を清水仁に譲り、取締役相談役に退く[2]。
- 2004年（平成16年）6月26日18時48分、心不全のため東京都大田区の病院で死去。81歳没[1]。

## 主な役職
- 東京急行電鉄株式会社社長、取締役相談役
- 武蔵工業大学（現東京都市大学）教授
- 財団法人 とうきゅう環境浄化財団（現東急財団） 会長
- 松竹株式会社 社外取締役